# The Gazette
Pour le groupe japonais de musique, voir The GazettE.
The Gazette (ou Montreal Gazette), fondé en 1778, est le principal quotidien de langue anglaise publié au Québec. Établi à Montréal, il est disponible partout au Québec et dans les provinces anglophones du Canada.
C'est une filiale de Postmedia Network, un groupe de presse canadien détenu par le fonds américain Chatham Asset Management.

## Histoire

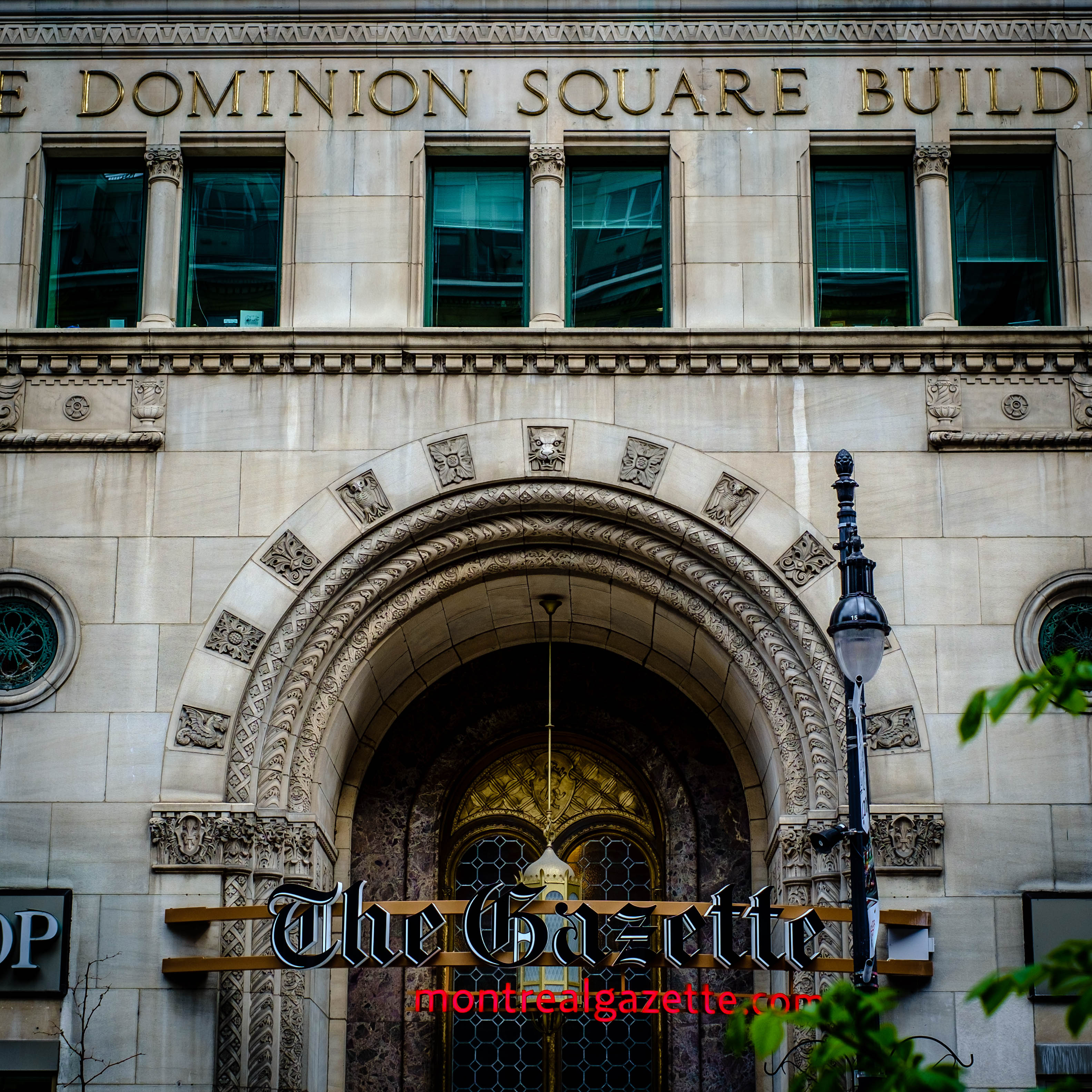
Ancien siège social à l'édifice Dominion Square avec l'ancienne enseigne The Gazette, 2013.

Fondé le 3 juin 1778 par Fleury Mesplet, le journal est d'abord nommé Gazette littéraire de Montréal. Il cesse d'être publié lorsque Fleury Mesplet et Valentin Jautard sont jetés en prison pour avoir tenté d'agiter le peuple lors de la guerre d'indépendance américaine. La même année, le libéral Mesplet fondait une loge maçonnique. Le journal aime faire valoir le fait qu'il est le plus ancien quotidien québécois — Quebec's oldest daily newspaper — en première page.
Le 25 août 1785, le journal revient, cette fois dans une édition bilingue français-anglais. Il est finalement acheté par un propriétaire anglophone qui le transforme en journal de langue anglaise seulement.
Le 25 avril 1849, The Gazette publie une édition spéciale dans laquelle son rédacteur en chef James Moir Ferres appelle les Britanniques aux armes à la suite de la sanction royale d'une loi d'indemnisation pour le Bas-Canada. C'est le déclencheur de l'incendie de l'hôtel du Parlement à Montréal. Ferres sera arrêté subséquemment.
Pendant plusieurs années, le tirage de la Gazette de Montréal est éclipsé par l'autre quotidien anglophone de Montréal, le Montreal Star, qui est beaucoup plus lu. Cependant, le Star est fermé à la suite d'une longue grève, cessant sa publication en 1979, moins d'une année après la fin de la grève.
Aujourd'hui[Quand ?], le lectorat de The Gazette est concentré dans les communautés anglophones et allophones anglicisées de Montréal. De nombreux francophones lisent aussi l'anglais ; plus de la moitié de la population montréalaise est bilingue. Récemment[Quand ?], le journal a lancé une vaste campagne de publicité pour cibler les francophones bilingues, ajustant du même coup le style de ses reportages culturels.

Il est détenu par Postmedia Network.

### Identité visuelle (logotype)

Logo de The Gazette
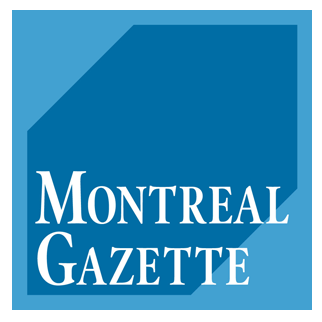
Logo du Montreal Gazette (2014–2023).
Logo du site internet du Montreal Gazette (2020–2023)[2].

## Ligne éditoriale

### Soutien lors des élections

#### Soutien lors des élections générales québécoises
| 1981 |  | Parti libéral du Québec |
| 1985 |  | Parti libéral du Québec |
| 1989 |  | Soutien partagé - Parti libéral du Québec (dans les circonscriptions où le Parti québécois a des chances de gagner) - Parti égalité (dans D'Arcy-McGee) - Parti vert (dans Westmount) |
| 1994 |  | Parti libéral du Québec et Robert Libman (dans D'Arcy-McGee) |
| 2003 |  | Parti libéral du Québec |
| 2007 |  | Parti libéral du Québec |
| 2008 |  | Parti libéral du Québec |
| 2012 |  | Coalition avenir Québec |
| 2014 |  | Parti libéral du Québec |
| 2018 |  | Parti libéral du Québec |
| 2022 |  | Pas de soutien mais appel à aller voter |

#### Soutien lors des élections fédérales
| 1980 |  | Parti progressiste-conservateur du Canada |
| 1984 |  | Aucun                                     |
| 1988 |  | Parti progressiste-conservateur du Canada |
| 1993 |  | Parti libéral du Canada                   |
| 1997 |  | Parti libéral du Canada                   |
| 2000 |  | Parti libéral du Canada                   |
| 2004 |  | Parti libéral du Canada                   |
| 2006 |  | Parti conservateur                        |
| 2008 |  | Parti conservateur                        |
| 2011 |  | Parti conservateur                        |
| 2015 |  | Parti conservateur                        |
| 2019 |  | Parti conservateur                        |
| 2021 |  | Parti conservateur                        |

#### Soutien lors des élections municipales à Montréal
| 1990 |                | Jean Doré,          |
| 1994 |                | Jean Doré,          |
| 1998 |                | Jacques Duchesneau, |
| 2001 |                | Gérald Tremblay     |
| 2005 |                | Gérald Tremblay     |
| 2009 |                | Gérald Tremblay     |
| 2013 |                | Denis Coderre       |
| 2017 |                | Denis Coderre       |
| 2021 | Pas de soutien | Pas de soutien      |

## Éditorialistes, chroniqueurs et journalistes
- Aislin
- Dave Bist
- Joan Fraser
- William Johnson
- Dane Lanken
- Jack Todd
- Paul Wells
- Frank Lipari
- William Weintraub

## Controverse
Tout au long de son histoire, The Gazette s'est fait accuser de xénophobie voire de racisme envers les québécois francophones. Par exemble, en 2009, Josh Freed va dénoncer le refus de la société Saint-Jean Baptiste de faire jouer deux groupes anglophones lors de la Fête nationale du Québec. Il comparera ensuite l'Office québécois de la langue française aux SS et les souverainistes québécois à des nazis.